# Iraque Baathista
```
   |-
       |
Erro:
:  
valor não especificado para "
nome_comum
"

   |-
       | 
Erro:
:  
valor não especificado para "
continente
"
```

O Iraque Baathista, oficialmente República Iraquiana (1968–1992) e mais tarde República do Iraque (1992–2003), foi o estado iraquiano entre 1968 e 2003 sob o domínio do Partido Socialista Árabe Baath. Este período começou com um elevado crescimento econômico, mas terminou com o país enfrentando graves níveis de isolamento sociopolítico e estagnação econômica. No final da década de 1990, o rendimento médio anual diminuiu drasticamente devido a uma combinação de fatores externos e internos. As sanções do Conselho de Segurança da ONU contra o Iraque, em particular, foram amplamente criticadas por impactarem negativamente a qualidade de vida do país, levando ao estabelecimento do Programa Petróleo por Alimentos. O período Baath chegou formalmente ao fim com a invasão do Iraque em 2003, e o Partido Baath foi desde então banido indefinidamente em todo o país.  
Liderado por Ahmed Hassan al-Bakr, o Partido Baath chegou ao poder no Iraque através da Revolução sem derramamento de sangue de 17 de julho de 1968, que derrubou o presidente iraquiano Abdul Rahman Arif e o primeiro-ministro iraquiano Tahir Yahya. Os Baathistas já tinham assumido o poder por um breve período após a Revolução de 8 de Fevereiro de 1963, mas foram forçados ao exílio pelos Nasseristas dentro das suas fileiras após o golpe de Estado de Novembro de 1963. Em meados da década de 1970, Saddam Hussein, através do seu posto como chefe dos serviços de inteligência do partido, tornou-se o líder de facto do país, apesar da presidência de jure de al-Bakr. Sob as novas políticas de Saddam, tanto a economia iraquiana como o nível de vida dos cidadãos cresceram e a posição do Iraque no mundo árabe aumentou significativamente. À medida que as reformas agrárias foram introduzidas, a riqueza do país foi distribuída numa base mais igualitária. Contudo, vários factores internos ameaçavam iminentemente a estabilidade do Iraque; o governo Baath, que era secular, nacionalista árabe e dominado por muçulmanos sunitas, foi arrastado para um conflito crescente com o separatismo religioso entre os muçulmanos xiitas no sul e o separatismo étnico entre os curdos no norte. A então em curso Segunda Guerra Curdo-Iraquiana, em particular, estava a tornar-se cada vez mais um motivo de grande preocupação para o governo, à luz do fato de os rebeldes curdos desfrutarem de amplo apoio do Irã, de Israel e dos Estados Unidos. Depois que os iraquianos sofreram uma grande derrota para os iranianos nos confrontos de Shatt al-Arab de 1974–1975, Saddam se reuniu com o monarca iraniano Mohammad Reza Pahlavi e, com a ratificação do Acordo de Argel de 1975, cedeu partes do território iraquiano em troca da rescisão do Irã. de apoio aos Curdos. Com a rebelião curda posteriormente prejudicada, os militares iraquianos conseguiram reafirmar com sucesso o controle do governo federal sobre o Curdistão iraquiano.
Em 1979, al-Bakr renunciou à presidência, alegando motivos de saúde, embora tenha sido alegado que Saddam o coagiu a renunciar. No entanto, al-Bakr foi sucedido por Saddam, que se tornou o quinto presidente iraquiano – cargo que ocuparia durante as duas décadas e meia seguintes. A tomada do poder por Saddam ocorreu durante uma onda de protestos antigovernamentais liderados pelos xiitas, que foram violentamente reprimidos pelo Partido Baath. Alarmado com a Revolução Iraniana, que derrubou a Dinastia Pahlavi e estabeleceu uma república teocrática xiita, Saddam adoptou uma postura agressiva de política externa em relação ao novo líder teocrático do Irão, Ruhollah Khomeini, que começou a apelar ao estabelecimento de uma teocracia xiita semelhante no Iraque secular de Saddam; havia temores entre a liderança iraquiana de que os iranianos aproveitassem o zelo religioso entre a população de maioria xiita do Iraque para desestabilizar o país. A rápida deterioração das relações culminou na invasão iraquiana do Irã em Setembro de 1980, desencadeando a Guerra Irã-Iraque que durou oito anos. Saddam e o seu governo calcularam mal os efeitos da Revolução Iraniana e avançaram com a invasão sob a impressão de que o Irão tinha sido militarmente enfraquecido pelo caos interno pós-revolucionário em curso. Durante o conflito, o estado da economia iraquiana deteriorou-se e o Iraque tornou-se dependente de empréstimos estrangeiros (principalmente de outros países árabes) para financiar o esforço de guerra. A Guerra Irã-Iraque terminou num impasse em 1988, quando ambos os lados aceitaram a Resolução 598 do Conselho de Segurança da ONU depois de sofrerem mais de um milhão de baixas combinadas.
Alegando uma vitória decisiva sobre os iranianos, o Iraque emergiu do conflito sob uma forte depressão económica, ao mesmo tempo que devia milhões de dólares a países estrangeiros. O Kuwait, que tinha emprestado dinheiro ao Iraque durante o conflito, começou a exigir o reembolso, embora o Iraque não estivesse em condições de o fazer. Posteriormente, o governo do Kuwait aumentou a produção de petróleo do país, reduzindo enormemente os preços internacionais do petróleo e enfraquecendo ainda mais a economia iraquiana, ao mesmo tempo que continuava a exercer pressão sobre a liderança iraquiana para o reembolso dos empréstimos. O Iraque, por outro lado, exigiu que os Kuwaitianos reduzissem a sua produção de petróleo, tal como fez a OPEP.  Em 1989, o Iraque acusou o Kuwait de realizar perfurações oblíquas na fronteira Iraque-Kuwait, a fim de roubar petróleo iraquiano, e exigiu compensação. As negociações bilaterais fracassadas resultaram na invasão iraquiana do Kuwait em agosto de 1990, desencadeando a Guerra do Golfo. O Iraque continuou a ocupar o Kuwait até Fevereiro de 1991, quando uma coligação militar de 42 países do CSNU embarcou numa extensa campanha para forçar todas as tropas iraquianas a sair do Kuwait, em conformidade com a Resolução 678 do CSNU. Numa tentativa de enfraquecer Saddam e o Partido Ba'ath após o conflito, a comunidade internacional sancionou o Iraque, isolando-o de todos os mercados globais. Consequentemente, a economia iraquiana piorou durante o resto da década de 1990, mas começou a recuperar gradualmente no início da década de 2000, principalmente devido ao facto de muitos países terem começado a ignorar a aplicação de sanções. No rescaldo dos ataques de 11 de Setembro, a administração Bush dos Estados Unidos começou a construir um caso para invadir o Iraque e derrubar o regime de Saddam. A sua lógica afirmava que o Iraque ainda possuía armas de destruição maciça e que Saddam tinha ligações amigáveis com a Al-Qaeda, sendo que ambas foram consideradas alegações falsas durante e após a Guerra do Iraque. Em dezembro de 2003, nove meses após a invasão, as tropas americanas capturaram Saddam perto de Tikrit e entregaram-no ao novo governo iraquiano liderado pelos xiitas. Depois de quase dois anos sob custódia, o julgamento de Saddam por crimes contra a humanidade começou em 2005. Em dezembro de 2006, após condená-lo à morte, o tribunal iraquiano executou Saddam por crimes contra a humanidade no que diz respeito ao massacre de Dujail, em 1982, no qual 142 muçulmanos xiitas foram mortos pelo governo iraquiano em resposta a uma tentativa de assassinato contra Saddam pelos iranianos- apoiou o Partido Islâmico Dawa.

## História

### Golpe de 1968
Em contraste com os golpes de estado anteriores na história do Iraque, o golpe de 1968, referido como a Revolução de 17 de Julho, foi, segundo Con Coughlin, "um assunto relativamente civil". O golpe começou nas primeiras horas de 17 de julho, quando várias unidades militares e civis baathistas tomaram vários edifícios governamentais e militares importantes; estes incluíam o Ministério da Defesa, a central eléctrica, as estações de rádio, todas as pontes da cidade e "várias bases militares". Todas as linhas telefónicas foram cortadas às 03h00, altura em que vários tanques foram ordenados a parar em frente ao Palácio Presidencial. Abdul Rahman Arif, o então presidente do Iraque, soube do golpe pela primeira vez quando membros exultantes da Guarda Republicana começaram a disparar para o alto num “triunfo prematuro”. Ahmed Hassan al-Bakr, o líder da operação, contou a Arif sobre a sua situação através de hardware de comunicação militar na base de operações. Arif pediu mais tempo, durante o qual contactou outras unidades militares em busca de apoio. Como ele logo descobriu, as probabilidades estavam contra ele e ele se rendeu. Arif telefonou para al-Bakr e disse-lhe que estava disposto a renunciar; para mostrar sua gratidão, al-Bakr garantiu sua segurança. Os vices de al-Bakr, Hardan al-Tikriti e Salah Omar al-Ali, foram ordenados a entregar esta mensagem pessoalmente a Arif.  Arif, sua esposa e filho foram rapidamente enviados no primeiro voo disponível para Londres, Reino Unido. Mais tarde naquela manhã, uma transmissão baathista anunciou que um novo governo havia sido estabelecido. O golpe foi realizado com tanta facilidade que não houve mortes. 
O golpe foi bem sucedido devido às contribuições feitas pelos militares; o Partido Socialista Árabe Baath não era forte o suficiente para tomar o poder sozinho. O Partido Baath conseguiu fazer um acordo com Abd ar-Razzaq an-Naif, vice-chefe da inteligência militar, e Ibrahim Daud, chefe da Guarda Republicana. Tanto Naif como Daud sabiam que a sobrevivência a longo prazo do governo de Arif e Tahir Yahya parecia sombria, mas também sabiam que os baathistas precisavam deles para que o golpe fosse bem sucedido. Por sua participação no golpe, Naif exigiu receber o cargo de primeiro-ministro após o golpe como recompensa e um símbolo de sua força. Daud também foi “recompensado” com uma postagem; ele se tornou Ministro da Defesa. Porém, nem tudo estava indo de acordo com o plano de Naif e Daud; al-Bakr disse à liderança do Ba'ath em uma reunião secreta que os dois seriam liquidados "durante ou depois da revolução". 
al-Bakr, como líder da operação militar do golpe, manteve a sua posição como Secretário Regional do Partido Ba'ath e foi eleito para os cargos de Presidente do Conselho do Comando Revolucionário, Presidente e Primeiro Ministro. Imediatamente após o golpe, desenvolveu-se uma luta pelo poder entre al-Bakr e Naif. Com toda a praticidade, Naif deveria ter levado a vantagem; ele era um oficial respeitado e apoiado pelos soldados comuns. al-Bakr, no entanto, provou ser mais astuto, persuasivo e organizado do que Naif, Daud e os seus apoiantes.  Uma das primeiras decisões de al-Bakr no cargo foi nomear mais de 100 novos oficiais para a Guarda Republicana. Saddam Hussein trabalhou, entretanto, para estabelecer a organização de segurança e inteligência do partido para combater os seus inimigos. Em 29 de julho, Daud partiu para uma viagem à Jordânia para inspecionar as tropas iraquianas ali localizadas após a Guerra dos Seis Dias com Israel. No dia seguinte, Naif foi convidado para almoçar no Palácio Presidencial com al-Bakr, durante o qual Saddam invadiu a sala com três cúmplices e ameaçou Naif de morte. Naif respondeu gritando; “Tenho quatro filhos”. Saddam ordenou que Naif deixasse o Iraque imediatamente se quisesse viver.  Naif obedeceu, foi exilado para Marrocos. Uma tentativa de assassinato em 1973 não teve sucesso, mas ele foi assassinado em Londres por ordem de Saddam em 1978. Daud teve destino semelhante, e foi exilado na Arábia Saudita. A vitória dos baathistas não estava de forma alguma garantida; se algum dos apoiantes de Naif soubesse da operação contra ele, Bagdad poderia ter-se tornado o centro, nas palavras do jornalista Con Coughlin, "de um feio banho de sangue". 

### O governo de Al-Bakr e a ascensão de Saddam ao poder (1968-1979)

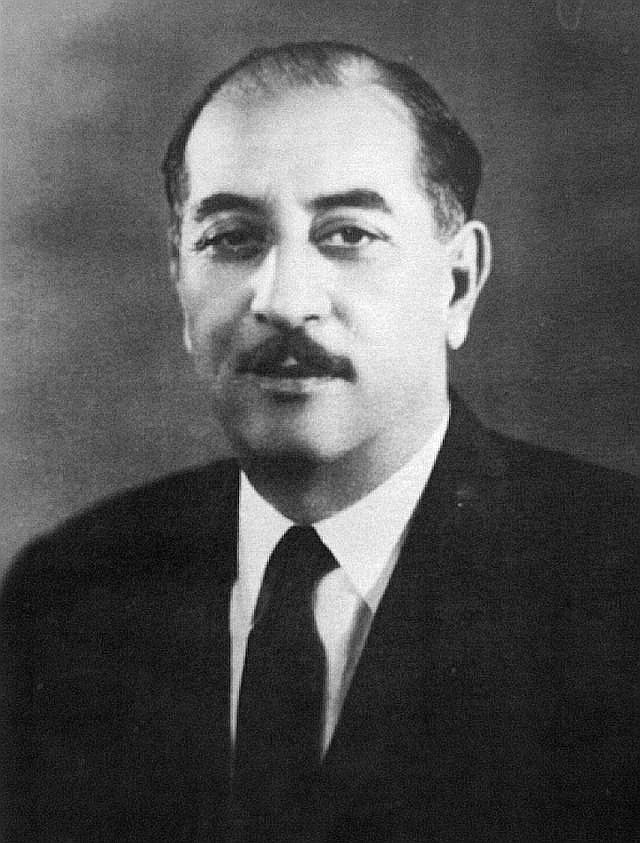
Ahmed Hassan al-Bakr foi líder de jure do Iraque de 1968 a 1979.

al-Bakr reforçou a sua posição no partido com a ajuda do recém-criado aparelho de segurança do partido de Saddam e dos serviços de inteligência. A maior parte de 1968 foi usada para reprimir pensamentos e grupos não-Baathistas; por exemplo, uma campanha contra os nasseristas e os comunistas foi iniciada sob o comando de Saddam.  Várias conspirações de espionagem foram criadas pelo governo; espiões que foram "capturados" foram acusados de fazer parte de uma conspiração sionista contra o Estado.  O Partido Comunista Iraquiano (ICP) estava cético em relação ao novo governo Ba'ath, já que muitos de seus membros se lembravam da campanha anticomunista lançada contra eles pelo governo Ba'ath de 1963. Depois de assumir o poder, al-Bakr ofereceu cargos de gabinete ao ICP no novo governo; o ICP rejeitou esta oferta. al-Bakr respondeu iniciando uma campanha sistemática contra o PCI e os simpatizantes comunistas. No entanto, como observa o historiador Charles Tripp em A History of Iraq, a campanha iniciou "um jogo curioso" em que o governo alternadamente perseguiu e cortejou o partido até 1972-1973, quando o ICP foi oferecido, e aceito, como membro da Frente Progressista Nacional. (NPF). A razão para este “jogo curioso” foi a crença do Partido Ba'ath de que o PCI era mais perigoso do que realmente era. Quando Aziz al-Haji se separou do PCI, estabeleceu o Partido Comunista Iraquiano (Comando Central) e iniciou uma “guerra revolucionária popular” contra o governo, este foi devidamente esmagado. Em abril de 1969, o levante "revolucionário popular" foi esmagado e al-Haji retratou publicamente suas crenças.  Outra razão para esta política anticomunista foi que muitos membros do Partido Ba'ath simpatizavam abertamente com os comunistas ou outras forças socialistas. No entanto, nesta fase, nem al-Bakr nem Saddam tiveram apoio suficiente dentro do partido para iniciar uma política impopular dentro dele; no Sétimo Congresso Regional do Partido Ba'ath, tanto al-Bakr como outros líderes Ba'athistas expressaram o seu apoio ao "socialismo radical". 
Durante a década de 1970, oficiais militares tentaram, sem sucesso, derrubar o regime Baathista em pelo menos duas ocasiões. Em janeiro de 1970, uma tentativa de golpe liderada por dois oficiais reformados, o major-general Abd al Ghani ar Rawi e o coronel Salih Mahdi as Samarrai, foi frustrada quando os conspiradores entraram no Palácio Republicano. Em junho de 1973, uma conspiração de Nazim Kazzar, um xiita e diretor da segurança interna, para assassinar al Bakr e Saddam Husayn também foi frustrada. Ambas as tentativas de golpe foram seguidas de julgamentos sumários, execuções e expurgos de militares. 
Em meados da década de 1970, o poder de Saddam dentro do Partido Ba'ath e do governo cresceu; ele se tornou o líder de fato do país, embora al-Bakr tenha permanecido como presidente, líder do Partido Ba'ath e presidente do Conselho do Comando Revolucionário. Em 1977, após uma onda de protestos dos xiitas contra o governo, al-Bakr renunciou ao seu controle sobre o Ministério da Defesa; Adnan Khairallah, cunhado de Saddam, foi nomeado ministro da Defesa. Esta nomeação ressaltou o caráter de clã do Partido Ba'ath e do governo. Em contraste com a sorte de Saddam, a de al-Bakr estava em declínio. Rumores sobre a saúde precária de al-Bakr começaram a circular no país. No final de 1977, al-Bakr tinha pouco controlo sobre o país através do seu cargo de presidente. A razão pela qual Saddam só se tornou presidente em 1979 pode ser explicada pela própria insegurança de Saddam.  Antes de se tornar chefe de Estado de jure, Saddam iniciou uma campanha anticomunista; o PCI não tinha poder real e a maioria dos seus principais funcionários deixaram o país ou foram presos ou executados pelo governo Ba'ath. A campanha não se centrou no PCI, mas também nos ba'athistas que não apoiavam Saddam. Saddam tinha iniciado uma campanha semelhante em 1978, nessa altura para verificar onde estavam as lealdades de certos esquerdistas: o ba'athismo ou o socialismo. Após a campanha, Saddam entrou no cenário do mundo árabe pela primeira vez sob a bandeira do Nasserismo e de Gamal Abdel Nasser ao criticar os Acordos de Camp David entre Anwar Sadat do Egito e Israel. 
Foi nesta situação que Saddam assumiu os cargos de presidente, líder do Partido Ba'ath e presidente do Conselho do Comando Revolucionário.  Izzat Ibrahim al-Duri foi promovido ao cargo de vice-presidente (equivalente ao cargo de vice-presidente no Ocidente). Houve também rumores nos mais altos escalões do poder de que al-Bakr (com a ajuda dos Baathistas iraquianos que se opunham a Saddam) estava a planear designar Hafez al-Assad como seu sucessor. Imediatamente após Saddam tomar o poder, mais de 60 membros do Partido Baath e a liderança do governo foram acusados de fomentar uma conspiração Ba'athista anti-Iraquiana em colaboração com al-Assad e o Partido Baath com sede em Damasco. 

### Primeiros anos, Guerra Irã-Iraque e consequências (1979–1990)

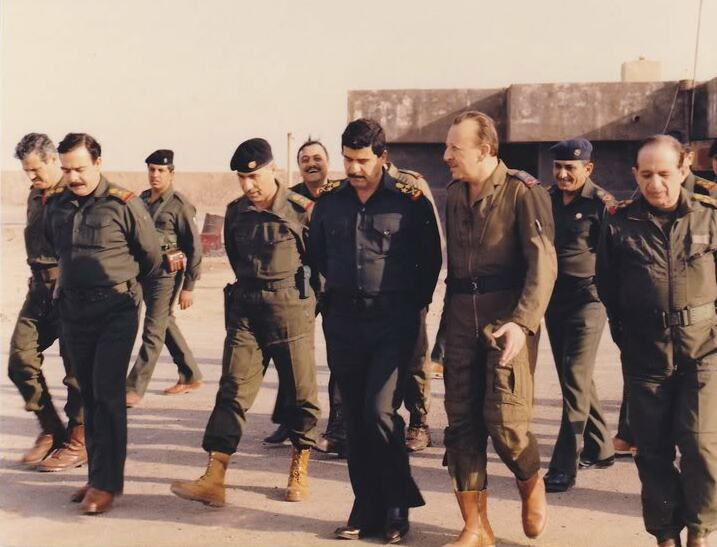
Adnan Khairallah, Ministro da Defesa iraquiano, reunido com soldados iraquianos durante a guerra Irã-Iraque.

Assim que assumiu a presidência, criou-se um culto à personalidade em torno de Saddam. Ele foi representado como o pai da nação e, por extensão, do povo iraquiano. Instituições nacionais (como a Assembleia Nacional ) foram estabelecidas para fortalecer a imagem dele fomentada pela máquina de propaganda iraquiana.  O Partido Ba'ath também contribuiu para o culto à personalidade; em 1979, era uma organização nacional e tornou-se um centro de propaganda da literatura pró-Saddam.  A campanha de propaganda (pelo menos no início) criou um sentimento comum de nacionalidade para muitos iraquianos.  Os protestos xiitas não foram reprimidos por estas campanhas de propaganda e o estabelecimento de uma República Islâmica no Irão influenciou muitos islamitas xiitas a levantarem-se contra o governo dominado pelos sunitas. No início, as relações entre o Irão e o Iraque eram bastante boas, mas as diferenças ideológicas não podiam permanecer ocultas para sempre. A nova liderança iraniana era composta por Khomeinistas xiitas, enquanto os Ba'athistas iraquianos eram seculares. O Irã ficou preocupado com a contínua repressão do governo iraquiano contra os xiitas islâmicos iraquianos.  No início de 1980, ocorreram vários confrontos fronteiriços entre os dois países. O Iraque considerava o recém-criado Irã “fraco”; o país estava num estado de agitação civil contínua, e os líderes iranianos tinham expurgado milhares de oficiais e soldados devido às suas opiniões políticas. 
Presumia-se que a Guerra Irã-Iraque resultaria numa rápida vitória do Iraque. O plano de Saddam era fortalecer a posição do Iraque no Golfo Pérsico e na cena mundial árabe. Uma vitória rápida restauraria o controle do Iraque sobre toda Xatalárabe, uma área que o Iraque havia perdido para o Irã em 1975.  Saddam revogou o tratado de 1975 numa reunião da Assembleia Nacional em 17 de Setembro de 1980. Esta revogação foi seguida pouco depois por vários ataques preventivos ao Irão e pela invasão do Irão. Saddam acreditava que o governo iraniano teria "que se desligar para sobreviver". Esta visão não só era errada, mas também sobrestimava a força dos militares iraquianos; o governo iraniano viu a invasão como um teste à própria revolução e a todas as suas conquistas.  O plano militar revelou-se ilusório; O Iraque acreditava que o governo iraniano se desintegraria rapidamente durante a invasão iraquiana, isso não aconteceu. Saddam, "num raro momento de franqueza, [...] admitiu isso".  Embora a guerra não tenha decorrido como planeado, o Iraque reafirmou a sua visão da situação e afirmou que vencer a guerra era uma questão de "honra nacional". A maioria da liderança baathista (e o próprio Saddam) ainda acreditava que o Irão entraria em colapso sob o peso da força iraquiana. 
Em 17 de julho de 1981, no 13º aniversário de um golpe sem derramamento de sangue, Ardulfurataini foi adotado como o hino nacional oficial do Iraque, com suas letras mencionando figuras proeminentes da história iraquiana, incluindo Saladino, Harun al-Rashid e al-Muthanna ibn Haritha, junto com o último verso exaltado pelo Baathismo.
Em 1982, o Irã contra-atacou e conseguiu expulsar os iraquianos de volta ao Iraque. Só nesse ano, cerca de 40 mil iraquianos foram feitos prisioneiros. As derrotas de 1982 foram um golpe para o Iraque. Com a situação económica a piorar devido à queda dos preços do petróleo (e ao aumento do orçamento militar), o padrão de vida iraquiano piorou. O Conselho do Comando Revolucionário e o Comando Militar Baath, o Comando Regional e o Comando Nacional reuniram-se numa sessão extraordinária em 1982 (com a ausência de Saddam), para discutir a possibilidade de uma proposta de cessar-fogo ao governo iraniano. A proposta de cessar-fogo apresentada na reunião foi rejeitada pelo governo iraniano. Se a proposta tivesse sido aceite, Saddam não teria sobrevivido politicamente, uma vez que foi apoiada por todos os membros do Comando Regional, do Comando Nacional e do Conselho do Comando Revolucionário. Foi nessa época que começaram a circular rumores de que Hussein deixaria o cargo de presidente para dar lugar a al-Bakr, o ex-presidente. Como os acontecimentos provaram, isso não aconteceu e al-Bakr morreu em 1982 em circunstâncias misteriosas.  O derramamento de sangue durante o conflito  quase levou a um motim liderado por Maher Abd al-Rashid, sogro do segundo filho de Saddam.  Rashid começou a criticar publicamente e afirmou que a perda de vidas poderia ter sido evitada se não fosse pela intromissão de Saddam nos assuntos militares.  Este confronto com os militares levou a uma maior independência do planeamento militar em relação à interferência da liderança baathista. Pouco depois, a Força Aérea Iraquiana estabeleceu mais uma vez a superioridade aérea.  A reviravolta dos acontecimentos fez com que o governo iraquiano se concentrasse no Curdistão iraquiano, que se havia revoltado. Saddam nomeou seu primo Ali Hasan al-Majid como chefe militar no Curdistão. al-Majid iniciou a campanha al-Anfal; armas químicas foram usadas contra civis.  Em Abril de 1988, após uma série de vitórias militares iraquianas, foi acordado um cessar-fogo entre o Iraque e o Irão; a guerra é comumente considerada status quo ante bellum.  Em 1989, Saddam Hussein iniciou uma campanha para fortalecer o nacionalismo iraquiano através da reconstrução de antigos templos e palácios, encorajando todos os iraquianos a verem o seu país como o berço da civilização, como justificação para a guerra com o Irã.

### Guerra do Golfo, década de 1990 e Guerra do Iraque (1990–2003)

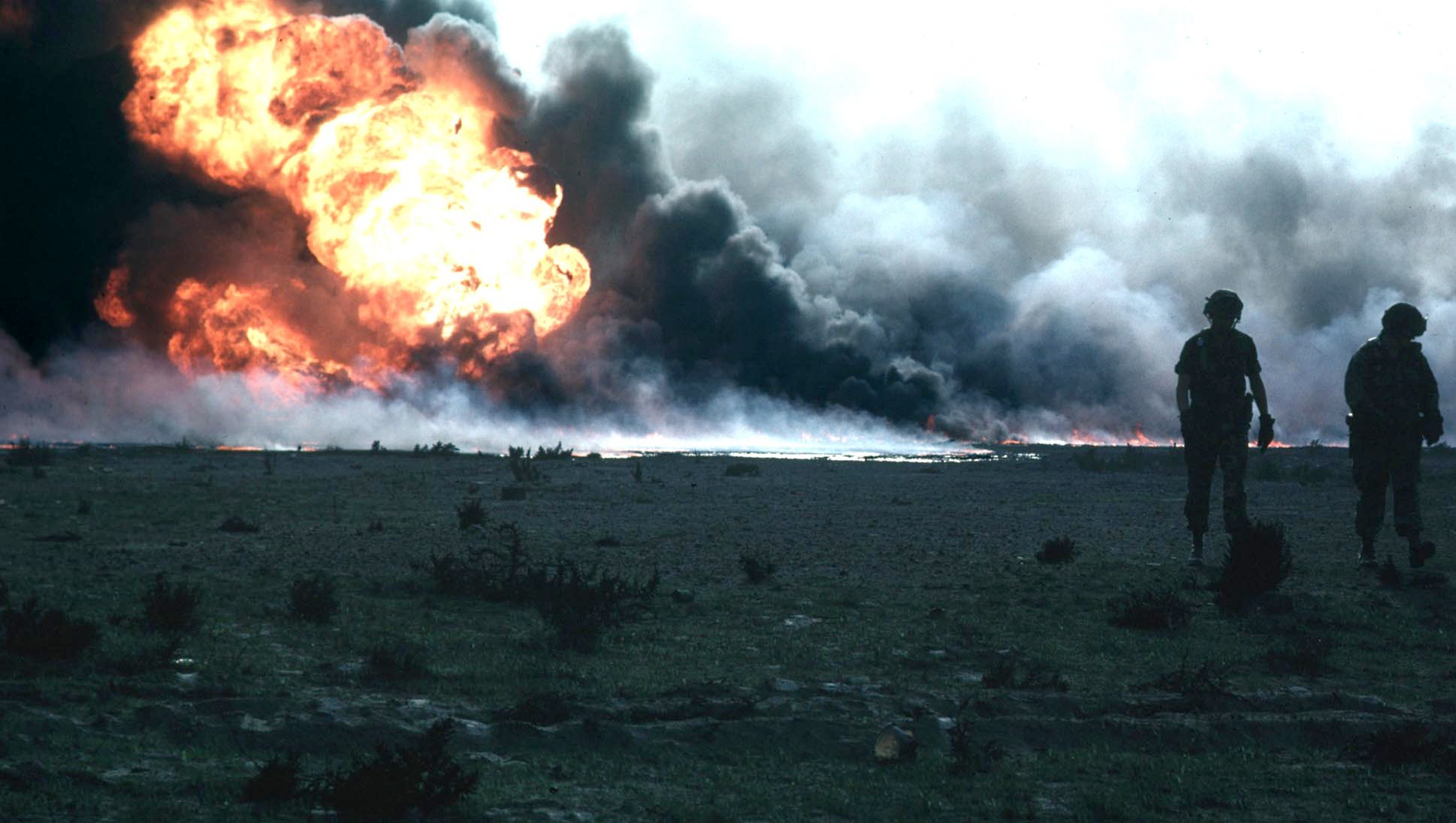
A retirada das forças iraquianas sabotou os poços de petróleo do Kuwait, causando incêndios massivos nos campos de petróleo do Kuwait.

No rescaldo da Guerra Irã-Iraque, o Kuwait aumentou intencionalmente a produção de petróleo do país; isso levou a uma diminuição do preço internacional do petróleo. Saddam reagiu ameaçando invadir o Kuwait se este continuasse a aumentar a sua produção de petróleo (o que o Kuwait fez, no entanto). A Arábia Saudita, assustada com o poderio militar de Saddam, convenceu então o Kuwait a reduzir a sua produção de petróleo. No entanto, quando o Kuwait reduziu a sua produção de petróleo, a Venezuela aumentou a sua produção. Saddam ordenou então a invasão do Kuwait para resolver os problemas económicos do país, com o objetivo declarado de unir o Iraque; O Kuwait foi considerado por muitos iraquianos como parte do Iraque.  Em 18 de Julho de 1990, Saddam exigiu que o Kuwait reembolsasse o Iraque pelo petróleo que tinha (de acordo com Saddam) roubado e anulou a dívida do Iraque para com o Kuwait. A liderança do Kuwait não respondeu e, em 2 de agosto de 1990, os militares iraquianos iniciaram a invasão do Kuwait. A invasão gerou protestos internacionais; as Nações Unidas, os Estados Unidos e o Reino Unido condenaram a invasão e introduziram sanções contra o Iraque, e a União Soviética e vários estados árabes também condenaram a invasão. George H. W. Bush, Presidente dos Estados Unidos, exigiu a retirada imediata das tropas iraquianas do Kuwait e a restauração do governo do Kuwait; Saddam respondeu tornando o Kuwait uma província iraquiana.  A Guerra do Golfo foi iniciada por uma coalizão liderada pelos Estados Unidos, que conseguiu vencer a guerra em menos de um ano. 
Na noite de 24 de fevereiro, vários dias antes de o cessar-fogo da Guerra do Golfo ser assinado em Safwan, a estação de rádio Voz do Iraque, com sede na Arábia Saudita (financiada e operada pela Agência Central de Inteligência), transmitiu uma mensagem aos iraquianos para se levantarem e derrubar Saddam. O orador na rádio foi Salah Omar al-Ali, um ex-membro do Partido Baath e do Conselho do Comando Revolucionário no poder. A mensagem de Al-Ali exortava os iraquianos a derrubar o “tirano criminoso do Iraque”. A transmissão de rádio de Al-Ali encorajou os iraquianos a "encenar uma revolução" e afirmou que "[Saddam] fugirá do campo de batalha quando tiver certeza de que a catástrofe engoliu todas as ruas, todas as casas e todas as famílias no Iraque".  Acreditando que os Estados Unidos estavam do seu lado, começou em março de 1991  uma revolta nacional contra o governo de Saddam, que foi reprimida pelas forças leais a Saddam. A Coligação estabeleceu com sucesso uma zona de exclusão aérea para travar o avanço das forças de Saddam. Em vez de ocupar o Curdistão iraquiano, foi estabelecida a República Autônoma Curda, com milhares de tropas iraquianas estacionadas na fronteira iraquiano-curda.  A repressão da rebelião levou milhares de pessoas a fugirem das suas casas, a maioria para a Turquia ou o Irão. Em 2 e 3 de Abril de 1991, a Turquia e o Irão, respectivamente, levantaram a questão no Conselho de Segurança da ONU. O Conselho de Segurança adoptou a Resolução 688, que afirmava que o Iraque tinha de permitir o acesso às organizações humanitárias internacionais e informar abertamente sobre a repressão governamental. 
No rescaldo da Guerra do Golfo, o Iraque tornou-se alvo de uma série de ataques com mísseis de cruzeiro dos EUA, em 1993, 1996, e da Operação Desert Fox, em 1998.
Em 1997, o Iraque proibiu todos os inspetores de armas da UNSCOM de locais declarados palácios soberanos, que eram compostos capazes de armazenar armas químicas.
O Iraque viveu outro período de agitação no início de 1999, após o assassinato de Mohammad Mohammad Sadeq al-Sadr pelas forças de segurança iraquianas. 
No rescaldo dos ataques de 11 de Setembro, o presidente dos EUA, George W. Bush, incluiu Saddam no seu Eixo do Mal. Em 2002, o Conselho de Segurança da ONU adoptou a Resolução 1441, que afirmava que o Iraque não tinha cumprido as suas obrigações exigidas pela ONU. Os Estados Unidos e o Reino Unido usariam a Resolução 1441 como pretexto para a guerra. A invasão do país liderada pelos EUA em 2003 forçou o Partido Baath e Saddam a passarem à clandestinidade.  A queda de Bagdá resultou na derrubada de sua estátua na Praça Firdos por civis iraquianos, encerrando quase 35 anos de governo Baath. Saddam foi capturado mais tarde nesse ano e executado em 2006. 

## Política

### Sistema político

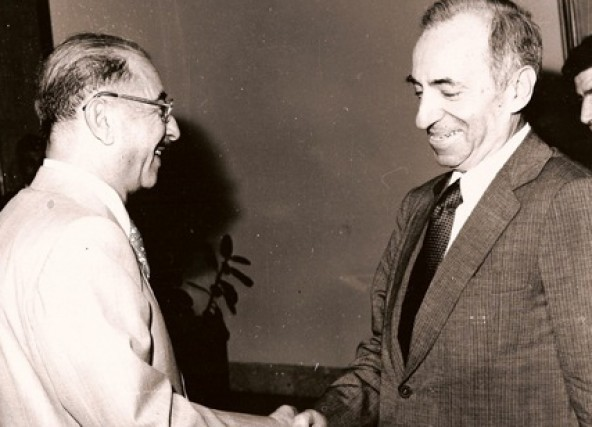
Ahmed Hassan al-Bakr (à esquerda), secretário regional do Baath iraquiano, apertando a mão de Michel Aflaq, principal fundador do pensamento Baath, em 1968.

A Constituição Iraquiana de 1970 declarou que o Iraque estava numa fase de transição de desenvolvimento; na ideologia Baath, a fase de transição é o momento em que o povo árabe se une para estabelecer uma nação árabe. O fim da era de transição seria marcado por uma constituição permanente; a constituição de 1970 foi apenas temporária. O Partido Ba'ath dominava todas as instituições governamentais, e o principal órgão de tomada de decisão no país era o Conselho do Comando Revolucionário (CCR). O CCR era controlado pelo Partido Ba'ath; Os membros do CCR deveriam ser membros do Comando Regional do Partido Ba'ath. Saddam Hussein, como Presidente do Iraque, também foi presidente do CCR e Secretário Geral do Comando Regional (e Nacional) do Partido Baath.  Todas as decisões dentro do CCR tiveram que ser decididas por votação; uma proposta só poderia ser aprovada se dois terços dos membros do CCR votassem a favor dela. Um Conselho de Ministros, o gabinete, foi estabelecido por ordem do CCR para executar as ordens do CCR que lhe foram submetidas. Existia uma Assembleia Nacional, que foi (em teoria) eleita democraticamente pelo povo iraquiano; o problema era que o CCR tinha autoridade para decidir quanto (ou pouco) poder a Assembleia Nacional deveria ter. 
A constituição de 1970 proclamou o Iraque Baath como "uma república democrática popular soberana" dedicada ao estabelecimento de uma sociedade socialista Baath. Embora o estado fosse oficialmente secular, o Islã foi proclamado a religião oficial do país (embora a liberdade religiosa fosse tolerada). Os recursos naturais e os principais meios de produção foram definidos como pertencentes ao povo iraquiano. O governo iraquiano foi responsável por dirigir e planejar a economia nacional.  Se o presidente do CCR morresse ou ficasse incapacitado, o primeiro na linha de sucessão era o vice-presidente do CCR. Houve apenas dois vice-presidentes do CCR sob o governo Ba'ath: Saddam (1968–1979) e Izzat Ibrahim ad-Douri (1979–2003). 

#### Partido Baath
| Líderes Nacionais | Líderes Nacionais | Líderes Regionais    | Líderes Regionais |
| Nome              | Mandato           | Nome                 | Mandato           |
| ----------------- | ----------------- | -------------------- | ----------------- |
| Michel Aflaq      | 1968–1989         | Ahmed Hassan al-Bakr | 1966–1979         |
| Saddam Hussein    | 1992–2003         | Saddam Hussein       | 1979–2003         |

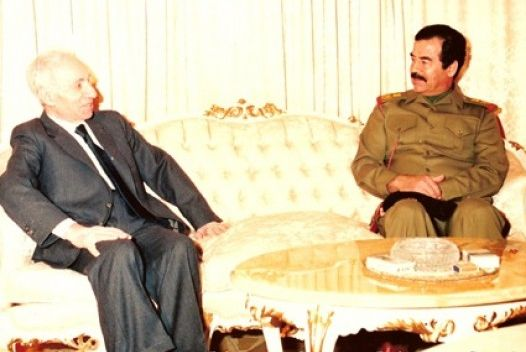
Saddam Hussein (à direita) conversando com o fundador do Baathismo e líder do Partido Baath, Michel Aflaq, em 1988.

O Iraque, sob o domínio do Partido Socialista Árabe Ba'ath, liderado pelos iraquianos, era um estado de partido único.  O Comando Regional (CR, o órgão dirigente da Seção Regional Iraquiana do Partido Baath) era o principal órgão de tomada de decisão do partido; Os membros do Comando Regional foram eleitos para mandatos de cinco anos no congresso regional do partido. O Secretário Regional (comumente referido como Secretário Geral) era o chefe do Comando Regional, presidiu as suas sessões e foi líder da Secção Regional do Partido Baath no Iraque. Em teoria, os membros do Comando Regional eram responsáveis perante o congresso do partido, mas na prática controlavam o congresso e a liderança muitas vezes decidia os resultados antecipadamente. O Comando Nacional do partido era, em teoria, o órgão máximo de decisão. Foi responsável pela coordenação do movimento pan-árabe Baath. Todos os membros do Comando Nacional vieram de seu ramo regional distinto (que significa "país" na etimologia Baath); por exemplo, sempre houve um membro que representava a Seção Regional Jordanesa do Partido Baath.  Por causa do cisma do Partido Baath em 1966 (que dividiu o movimento Baath em um ramo liderado pelo Iraque e um ramo liderado pela Síria), o Comando Nacional nunca controlou todo o movimento Baath; havia um Comando Nacional com sede na Síria, que comandava outro movimento Baath. Outro problema era o facto de os Comandos Nacionais no Iraque e na Síria estarem sob o controlo dos respectivos comandos regionais do país. 

##### Frente Nacional Progressista
A Frente Nacional Progressista (NPF) foi uma frente popular liderada pelo Partido Baath Iraquiano, criada em 17 de julho de 1973 (quinto aniversário da Revolução de 17 de Julho). A carta do NPF foi assinada por Ahmed Hassan al-Bakr (representando o Partido Baath) e Aziz Muhammad (Primeiro Secretário do Partido Comunista Iraquiano, ou ICP). No Al-Thawrah, um jornal baathista, a carta foi saudada como um sucesso para a revolução.  O ICP foi o partido mais proeminente a aderir; no entanto, deixou o NPF em março de 1979. Embora seja oficialmente uma organização independente (e o único fórum político não-Baathista), a liderança do NPF consistia inteiramente de membros Ba'athistas ou leais ao Baath. O objetivo da organização era dar ao regime Ba'ath uma aparência de apoio popular.  Ao longo da existência da NPF, Naim Haddad foi o seu secretário-geral. 

### Oposição

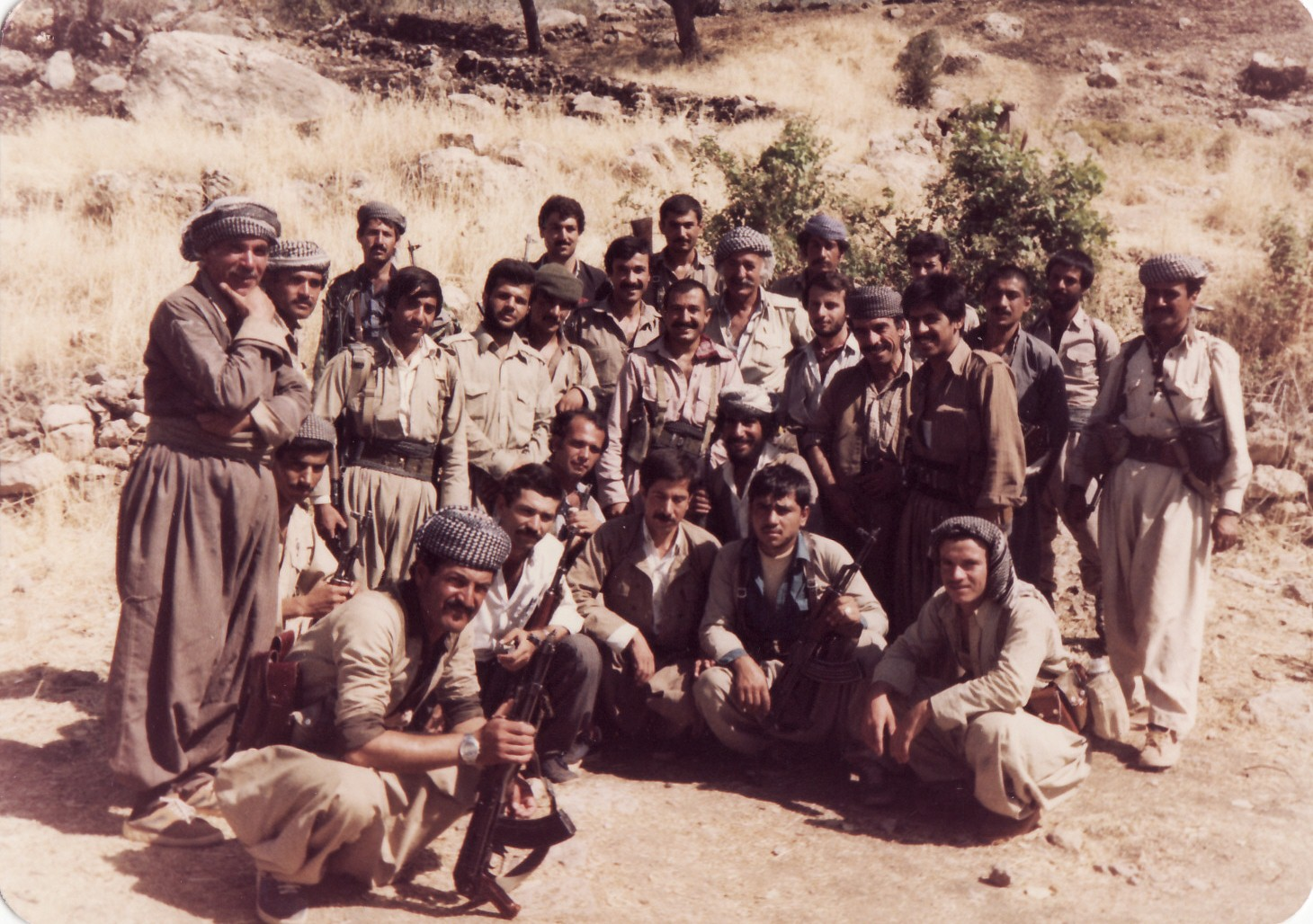
Peshmerga curda (forças de oposição) no norte do Iraque durante a Guerra Irã-Iraque.

A oposição iraquiana manifestou-se de três formas: guerra de guerrilha contra o regime; atos de sabotagem ou terrorismo; e deserção do Exército Iraquiano ou das forças paramilitares do país, como o Exército Popular e Fedayeen Saddam. As maiores forças de oposição estavam sediadas no Curdistão iraquiano, representadas pelo Partido Democrático Curdo (KDP) e pela União Patriótica do Curdistão. Outras organizações que se opuseram ao regime foram o Partido Comunista Iraquiano (ICP), o Partido al-Da'wa (com sede em Teerã) e o Partido Umma (com sede em Londres). Um problema com a oposição iraquiana foi a falta de alianças entre grupos de oposição (embora existissem algumas alianças – por exemplo, a entre o ICP e o KDP). Esta aliança levou o ICP a transferir a sua sede para o Curdistão iraquiano, uma vez que as suas actividades noutras áreas do Iraque eram sistematicamente reprimidas. O regime Ba'ath nunca foi capaz de assumir o controlo total da situação no Curdistão iraquiano, com excepção de um interregno entre o fim da Guerra Irã-Iraque e a revolta de 1991.  Outro problema foi que a oposição iraquiana teve problemas frequentes com conflitos internos; por exemplo, o PCI foi forçado a realizar um congresso do partido em 1985 para estabilizar o partido. Um problema mais imediato era a força dos serviços secretos do Iraque, reconhecidos no mundo árabe como os mais eficientes. 
Em contraste com a oposição secular, a oposição religiosa era mais bem organizada e mais forte. Vários grupos religiosos de oposição poderiam apelar aos iraquianos, devido à natureza secular do governo Ba'ath. Durante a Guerra Irão-Iraque, o governo permitiu algum grau de liberdade religiosa, mas apenas para ganhar o apoio da população. 

### Ideologia do Estado

#### Ideologia do partido
O Partido Baath foi baseado na ideologia do Baathismo, uma ideologia síria concebida por Zaki al-Arsuzi, Michel Aflaq e Salah al-Din al-Bitar, mas evoluiu para o neo-Baathismo. A cláusula seis dos "Princípios Permanentes" do Partido Ba'ath afirmava: "O Baath é um partido revolucionário. Ele acredita que seus principais objetivos no [processo de] realização de um renascimento nacional árabe e de construção do socialismo não serão alcançados exceto por revolução e luta". A revolução não foi o aspecto chave da ideologia do Partido Baath; era a sua clara plataforma ideológica.  O Baathismo era secular por natureza, ainda que os seus fundadores ideológicos tivessem emprestado elementos do Islã. O Partido Baath começou a falar abertamente do Islã durante a década de 1990. Considerando que o termo "baath" vem das escrituras islâmicas, o Partido Baath afirmou que todos os muçulmanos eram baathistas, mesmo que não fossem membros do partido.  Tal como aconteceu com o Partido Baath original, os principais slogans do Partido Baath liderado pelo Iraque eram "Uma única nação árabe com uma mensagem eterna" e "Unidade, liberdade, socialismo".  O primeiro slogan refere-se ao pan-arabismo e ao nacionalismo árabe.  Al-Arsuzi acreditava que a unidade do povo árabe, e o estabelecimento de uma nação árabe, levaria a que esta se tornasse tão forte quanto (ou mais forte que) a União Soviética e os Estados Unidos.  Liberdade, no sentido Baath da palavra, não significa liberdade política para o indivíduo. Em vez disso, quando os Baathistas usam o termo "liberdade", referem-se à independência nacional do imperialismo.  Socialismo na linguagem baathista significa socialismo árabe. O socialismo árabe é distinto do movimento socialista internacional, opondo-se à rejeição do nacionalismo por Marx. De acordo com Aflaq, o socialismo é um meio de modernizar o mundo árabe, mas não um sistema (como geralmente considerado no Ocidente) que se opõe à propriedade privada ou apoia a igualdade econômica. 

#### Saddamismo
Saddamismo (Saddamiyya) é uma ideologia política baseada na política relacionada a (e perseguida por) Saddam Hussein.  Também foi referido pelos políticos iraquianos como Baathismo Saddamista (Al-Ba'athiyya Al-Saddamiyya).  É oficialmente descrito como uma variação distinta do Baathismo.  Defende o nacionalismo iraquiano e um mundo árabe centrado no Iraque que apela aos países árabes para que adoptem o discurso político iraquiano saddamista e rejeitem "o discurso nasserista" que afirma ter entrado em colapso depois de 1967.  É militarista, vendo as disputas e conflitos políticos de um ponto de vista militar como "batalhas" que exigem "luta", "mobilização", "campos de batalha", "bastiões" e "trincheiras".  O saddamismo foi oficialmente apoiado pelo governo de Saddam Hussein e promovido pelo jornal diário iraquiano Babil, que pertencia ao filho de Saddam, Uday Hussein. 

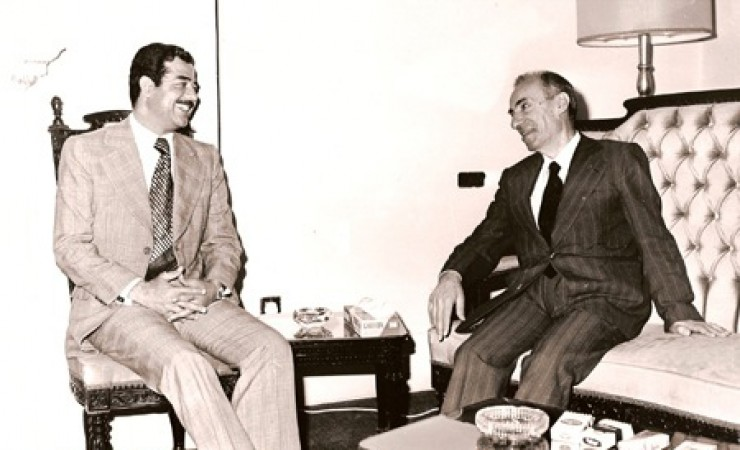
Saddam Hussein (à esquerda) conversando com Michel Aflaq em 1979.

Saddam Hussein e os seus ideólogos procuraram fundir uma ligação entre as antigas civilizações babilónica e assíria no Iraque com o nacionalismo árabe, afirmando que os babilónios e os antigos assírios são os antepassados dos árabes. Assim, Saddam Hussein e os seus apoiantes afirmam que não há conflito entre a herança mesopotâmica e o nacionalismo árabe. 
Saddam Hussein baseou as suas opiniões políticas e ideologia nas opiniões de Aflaq, o principal fundador do Baathismo. Saddam também era um leitor ávido de tópicos sobre forças morais e materiais na política internacional.  O seu governo criticou o marxismo ortodoxo, opondo-se aos conceitos marxistas ortodoxos de conflito de classes, de ditadura do proletariado e de ateísmo; opôs-se à afirmação do marxismo-leninismo de que os partidos não-marxistas-leninistas são automaticamente de natureza burguesa, alegando que o Partido Baath era um movimento revolucionário popular e que o povo rejeitava a política pequeno-burguesa.  Saddam afirmou que a nação árabe não tinha a estrutura de classes de outras nações e que a divisão de classes ocorria mais em linhas nacionais (entre árabes e não-árabes) do que dentro da comunidade árabe.  No entanto, ele falou com carinho de Vladimir Lenin e elogiou Lenin por dar ao marxismo russo uma especificidade exclusivamente russa que Marx sozinho era incapaz de fazer. Ele também expressou admiração por outros líderes comunistas (como Fidel Castro, Ho Chi Minh e Josip Broz Tito) pelo seu espírito de afirmação da independência nacional, e não pelo seu comunismo. 

#### A Campanha de Retorno à Fé
Em 1993, o regime iraquiano embarcou na Campanha de Retorno à Fé (al-Hamlah al-Imaniyyah), sob a supervisão de Izzat Ibrahim al-Douri. O objetivo final desta nova política era encorajar a devoção popular ao Islão na sociedade iraquiana. 
Até à invasão do Kuwait em 1991, o regime iraquiano tinha defendido a ideologia secular do Ba'athismo. Isto começou a mudar quando Saddam, que pretendia reforçar as credenciais islâmicas do governo iraquiano, implementou uma série de reformas. A bandeira iraquiana teve o takbīr adicionado a ela. O Ministério de Doações e Assuntos Religiosos nomeou clérigos, aprovou a construção e reparação de mesquitas e aprovou a publicação de literatura islâmica. A Campanha da Fé permitiu às mesquitas sunitas mais liberdade na prática de cerimónias e ritos religiosos, o que reduziu substancialmente a oposição ao regime entre os islamistas sunitas. 
Saddam coordenou os meios de comunicação e o sistema educativo para dar grande ênfase à identidade islâmica. As instituições académicas religiosas estavam a abrir-se em todo o país e os estudos do Alcorão e do Islão foram introduzidos no currículo de todos os níveis escolares. Uma estação de rádio religiosa, a Rádio al-Qu'ran al-Karim, foi criada para expandir e promover o Islã na vida iraquiana. Aspectos da Xaria foram adotados no sistema judicial iraquiano. Os juízes foram obrigados a estudar cursos de jurisprudência islâmica. A venda e o consumo de álcool foram restringidos pelo Estado. Os estabelecimentos que envolviam os vícios do jogo ou do álcool foram restringidos ou fechados.  A prostituição foi considerada ilegal e punível com a morte. Os Fedayeen Saddam, a força paramilitar leal ao regime, eram conhecidos por decapitar supostas prostitutas. Os ladrões foram punidos com amputação.  Saddam Hussein introduziu num novo código penal o artigo 111, isentando de punição o homem que mata uma mulher em defesa da honra da sua família. 
Este novo influxo de envolvimento religioso no governo tinha conotações sectárias. A tentativa do governo de se disfarçar no conservadorismo islâmico levou-o a lançar ataques verbais ao Irão, que foram percebidos pelos iraquianos xiitas como ataques velados à sua comunidade, devido à fé partilhada entre eles e o Irão. A retórica sunita emitida pelo governo iraquiano procurou desacreditar o Irão, com críticas contundentes afirmando que eles estavam aderindo a uma "forma de religião estrangeira e herética". Embora o jornal diário Babil, de propriedade do filho mais velho de Saddam, Uday Hussein, já tenha sido considerado um ferrenho oponente da campanha, argumentando que minaria a sociedade religiosamente pluralista do Iraque e encorajaria a divisão sectária,  em outro momento criticou os xiitas, referindo-se a eles como rafidah, um epíteto odioso normalmente usado apenas pelos salafistas ultraconservadores. 

## Política estrangeira

### Relações com a União Soviética

Alexei Kosygin (à esquerda) e Ahmed Hassan al-Bakr assinando o Tratado de Amizade e Cooperação Iraque-Soviética em 1972.

A política do Partido Ba'ath em relação à União Soviética foi, no início, de neutralidade e a tomada do poder pelo partido em 1968 não foi considerada um acontecimento importante em Moscovo. A União Soviética (que se lembrou da purga anticomunista do Partido Ba'ath durante o seu mandato no poder em 1963) melhorou gradualmente as suas relações com o Iraque; em 1969, garantiu ao Iraque uma quantidade considerável de armas modernas e ajuda técnica.  As relações melhoraram durante o esforço de nacionalização da Iraqi Petroleum Company (IPC) (ver seção: "Crescimento econômico"). Saddam Hussein visitou a União Soviética no início da década de 1970, e a visita levou à assinatura do Tratado de Amizade e Cooperação Iraque-Soviética e ao estabelecimento de relações comerciais.  Em abril de 1972, Alexei Kosygin, Presidente do Conselho de Ministros, visitou o Iraque e reuniu-se com altos funcionários. A visita de Kosygin forçou o Partido Comunista Iraquiano (ICP) a melhorar as suas relações com o Partido Ba'ath; dois membros do ICP receberam cargos de gabinete e a repressão ao ICP terminou.  As relações entre o Iraque e a União Soviética atingiram o seu apogeu durante o governo de al-Bakr.  O Iraque tornou-se membro da Comecon (a organização comercial do Bloco Oriental) como observador em 1975. 
Durante os primeiros anos do governo de al-Bakr, a União Soviética tornou-se um aliado estratégico. No entanto, com o aumento das receitas do petróleo, as relações entre o Iraque e a União Soviética enfraqueceram. O regime iraquiano teve mais liberdade de escolha e perdeu a dependência dos investimentos soviéticos. A União Soviética, durante este período, manteve o seu papel como maior fornecedor de armas do Iraque. Com a mudança das prioridades da política externa do Iraque, a repressão contra o PCI foi reintroduzida. A União Soviética tentou actuar como mediadora entre as duas partes, mas o envolvimento soviético foi considerado pelo governo Baath como uma interferência soviética nos assuntos internos do Iraque.  Durante a Guerra Irã-Iraque, Leonid Brezhnev, Secretário Geral do Comitê Central do Partido Comunista da União Soviética, chamou a guerra de "absolutamente sem sentido" porque o conflito só beneficiou o imperialismo.  No entanto, as relações soviético-iranianas deterioraram-se durante a guerra devido ao apoio do Irã às forças anticomunistas na República Democrática Afegã.  Durante o governo de Iúri Andropov na União Soviética, correram rumores de que a URSS estava a aumentar os seus envios de armas modernas para o Iraque durante a guerra com o Irão. Isto revelou-se errado e Saddam queixou-se abertamente de que o Tratado de Amizade assinado com a União Soviética "não funcionou".  Durante o governo de Konstantin Chernenko, as relações da União Soviética com o Irão deterioraram-se ainda mais à medida que a liderança soviética começou a criticar o fundamentalismo islâmico.  Em 1986, sob Mikhail Gorbachev, a União Soviética mudou oficialmente a sua posição de neutra para a de “contenção ativa” do Irão. Esta política durou até o fim da guerra com o Irã em 1988.  Durante a invasão iraquiana do Kuwait e a seguinte Guerra do Golfo, a União Soviética foi oficialmente neutra.  Pouco depois, em 26 de dezembro de 1991, a União Soviética foi oficialmente dissolvida. 

### Relações com os Estados Unidos
Ao longo da Guerra Fria, o Iraque foi aliado da União Soviética e houve um histórico de atritos entre o Iraque e os Estados Unidos.  De acordo com o historiador Charles R. H. Tripp, o Tratado de Amizade e Cooperação Iraque-Soviético perturbou "o sistema de segurança patrocinado pelos EUA estabelecido como parte da Guerra Fria no Oriente Médio. Parecia que qualquer inimigo do regime de Bagdá era um potencial aliado dos Estados Unidos."  Em resposta, os EUA forneceram secretamente 16 milhões de dólares em ajuda aos rebeldes do Partido Democrático do Curdistão liderados por Mustafa Barzani durante a Segunda Guerra Iraque-Curda.   Os EUA estavam preocupados com a posição do Iraque na política israelo-palestiniana. Os EUA também não gostaram do apoio iraquiano aos grupos militantes palestinos, o que levou à inclusão do Iraque na lista em desenvolvimento dos EUA de patrocinadores estatais do terrorismo em dezembro de 1979.  Os EUA permaneceram oficialmente neutros após a invasão do Irã pelo Iraque em 1980. Em Março de 1982, contudo, o Irão iniciou uma contra-ofensiva bem-sucedida e os EUA aumentaram o seu apoio ao Iraque para evitar que o Irão forçasse uma rendição. Numa tentativa dos EUA de abrirem relações diplomáticas plenas com o Iraque, o país foi removido da lista dos EUA de Patrocinadores Estatais do Terrorismo.  Aparentemente, isso se deveu à melhoria no histórico do regime, embora o ex-secretário adjunto de Defesa dos EUA, Noel Koch, tenha declarado mais tarde: "Ninguém tinha dúvidas sobre o envolvimento contínuo [dos iraquianos] no terrorismo. A verdadeira razão era ajudá-los a ter sucesso. na guerra contra o Irão."  

## Economia

### Sistema de planejamento
Por não ter uma política económica própria, o Partido Ba'ath, quando assumiu o poder em 1968, permitiu que o Plano Quinquenal estabelecido pelo regime anterior em 1965 continuasse até à sua data final em 1969.  O Conselho do Comando Revolucionário (CCR) decidiu, em meados da década de 1970, alterar o sistema de planeamento; em vez de criar Planos Quinquenais estáveis (como tinha sido feito anteriormente), deveria ser criado um plano anual de investimento. Todos os anos, o CCR reunia-se para criar um investimento para o ano seguinte; por exemplo, havia planos de investimento separados para 1976 e 1977. Outra mudança é que o projeto final do plano não foi aceite pela mais alta elite económica, mas pela CCR, a elite política.  Em 1976 (como ruptura com a nova tendência) a CCR introduziu o Plano de Desenvolvimento Nacional, que deveria durar de 1976 a 1980. Ao contrário dos planos anteriores, os números da afetação de investimentos setoriais não foram tornados públicos. 

### Crescimento econômico
A Iraq Petroleum Company (IPC), a maior empresa petrolífera do Iraque, era uma empresa privada. Em março de 1970, o IPC foi forçado a ceder 20% das ações da empresa ao governo.  A nacionalização total do IPC ocorreu depois que a empresa reduziu a sua produção de petróleo pela metade em março de 1972; a decisão iria, a curto prazo, prejudicar o crescimento económico do Iraque. A empresa foi nacionalizada em junho de 1972. A nacionalização eliminou o último elemento remanescente do controlo estrangeiro sobre o Iraque e foi popular entre o povo iraquiano. O governo antecipou uma perda de receitas e, portanto, enviou Saddam Hussein à União Soviética para negociar um tratado. A visita foi um sucesso e terminou com a assinatura do Tratado de Amizade e Cooperação Iraque-Soviética e o estabelecimento de um acordo comercial. O acordo comercial estabelecia que a União Soviética compraria parte do petróleo do Iraque para atenuar o golpe previsto que teria nas exportações de petróleo do Iraque. A assinatura de um tratado com a União Soviética levou à visita de Alexei Kosygin (Presidente do Conselho de Ministros) e à nomeação de dois ministros do Partido Comunista Iraquiano. 
Após a nacionalização do IPC, as receitas petrolíferas do Iraque aumentaram de 219 milhões de dinares iraquianos (ID) em 1972 para 1,7 bilhão de ID em 1974, 3,7 bilhões de ID em 1978 e 8,9 bilhões de ID em 1980: mais de 40 vezes em menos de uma década. Com o sucesso da revolução iraniana, o Iraque tornou-se o segundo maior exportador de petróleo do mundo. O aumento das exportações de petróleo rejuvenesceu a economia do país; quase todos os índices económicos aumentaram para níveis sem precedentes. De 1970 a 1980, a economia do Iraque cresceu 11,7%. Durante a Guerra Irã-Iraque, as capacidades de exportação de petróleo do Iraque diminuíram e o preço do petróleo diminuiu simultaneamente. O crescimento da década de 1970 não foi sustentável. A economia dependia dos elevados preços do petróleo e da capacidade de exportação de petróleo do Iraque; assim que o petróleo saísse de cena, o crescimento do Iraque diminuiria dramaticamente (ainda mais durante uma guerra). 
O Plano de Desenvolvimento Nacional (1976–1980) terminou com um aumento de 11 por cento no PIB. A Guerra Irã-Iraque iria travar o desenvolvimento económico do Iraque e levaria à estagnação económica observada durante o governo posterior de Saddam.  Quando o Iraque implementou os seus planos de bombardear o Irão, o Irão retaliou bombardeando as instalações petrolíferas do Iraque. No final do ano, as exportações de petróleo do Iraque tinham diminuído 72 por cento devido à estratégia de bombardeamento do Irão.  Em termos de rendimento real, as exportações de petróleo, uma vez que as receitas do governo diminuíram de $26,1 bilhões em 1980 para US$ 10,4 bilhões em 1981. Com as instalações petrolíferas no Golfo Pérsico destruídas, o regime iraquiano não teve outra escolha senão exportar petróleo por terra, o que era muito mais caro. Outros problemas foram a erosão gradual da moeda forte do governo e a sua crescente dívida externa. 

### Fim do desenvolvimento
No início da guerra, o governo iraquiano tinha uma reserva monetária de 35 dólares. bilhões, e a taxa de crescimento anual foi de 27,9%. Durante os primeiros anos da guerra, foram seguidos planos de desenvolvimento ambiciosos; devido aos elevados gastos militares (aproximando-se de 50 por cento do PIB em 1982), a economia iraquiana começou a mostrar sinais de falência em meados da década de 1980. A guerra custou ao governo iraquiano 226 bilhões de dólares, o que por sua vez levou a uma dívida externa impressionante entre 80 e 100 bilhões de dólares. A taxa de aumento da dívida foi estimada em 10 bilhões por ano. Outro problema enfrentado pelo regime estava na agricultura; a mão de obra foi esgotada durante os anos de guerra e a produção agrícola despencou. A situação tornou-se ainda mais sombria depois da guerra. O Ministro dos Negócios Estrangeiros, Tariq Aziz, reconheceu que a situação se tinha tornado tão grave que o governo iraquiano não tinha condições de pagar pelos alimentos que importava. Os antigos credores estrangeiros mostraram-se relutantes em emprestar dinheiro ao Iraque devido à quase falência da economia. 

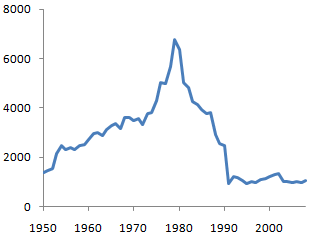
PIB per capita no Iraque de 1950 a 2008.

Quando a guerra começou, Saddam foi amplamente citado como tendo dito que o Iraque enfrentava a guerra com um fornecimento para dois anos “de todos os produtos essenciais”. isso provou ser verdade. A partir de Outubro de 1982, os activos estrangeiros do Iraque começaram a diminuir à medida que o governo não conseguia pagar os seus empréstimos. No final da guerra, a reserva monetária do Iraque estava esgotada e os preços internacionais do petróleo não eram tão estáveis (elevados) como tinham sido durante a década de 1970.  A economia ainda estava saudável no final de 1982, devido às despesas do governo em grandes programas de desenvolvimento.  Antes da guerra, a força de trabalho do Iraque era de cinco milhões. Durante a guerra, um milhão foram mobilizados na guerra contra o Irão. Dos milhões enviados para a guerra, 100 mil morreram. A escassez de mão de obra levou à estagnação; para preencher a lacuna, um número crescente de mulheres foi contratado.  Houve uma mudança na produção industrial durante a guerra, de bens de consumo para bens militares. Os programas sociais estabelecidos na década anterior começaram a deteriorar-se e o padrão de vida médio diminuiu. 
Durante meados da década de 1980, os preços internacionais do petróleo entraram em colapso. A Organização dos Países Exportadores de Petróleo (OPEP) estabeleceu um sistema de quotas em que o preço internacional do petróleo (para os seus membros) foi fixado em 18 dólares por barril. Este sistema não funcionou, pois o Kuwait e os Emirados Árabes Unidos (EAU) não seguiram a política da OPEP e continuaram a inundar o mercado com o seu petróleo. O resultado foi que os preços internacionais do petróleo ainda estavam no nível da década de 1970. Em Outubro de 1988, por causa do Kuwait e dos EAU, os preços internacionais do petróleo caíram para 12 dólares por barril.  A política seguida pelos EAU (e especialmente pelo Kuwait) prejudicou o crescimento económico do Iraque. No rescaldo da Guerra Irão-Iraque, o Iraque tornou-se mais dependente dos preços do petróleo.  O resultado das políticas petrolíferas do Kuwait e dos EAU pôde ser sentido em 1990, quando os preços internacionais do petróleo diminuíram para 13,67 dólares por barril. Desta vez, a queda repentina dos preços do petróleo desencadeou reações no Iraque; no Al-Thawra, o jornal do Partido Baath, o Ministro das Relações Exteriores Aziz criticou o Kuwait e as políticas petrolíferas dos Emirados Árabes Unidos.  Devido à queda repentina, Saddam afirmou numa conferência da Liga Árabe que os preços internacionais do petróleo poderiam aumentar para 25 dólares por barril sem prejudicar as exportações. Saddam também afirmou que a queda abrupta dos preços do petróleo diminuiu as receitas petrolíferas do Iraque em mil milhões de dólares. O Iraque não foi o único membro a criticar o Kuwait e os Emirados Árabes Unidos; vários outros membros também criticaram a sua política de produção de petróleo.  O Kuwait não cedeu, continuando a sua estratégia de produção de petróleo mesmo quando ameaçado pelo Iraque. Isto, juntamente com os empréstimos estrangeiros que o Iraque devia ao Kuwait, foi a principal razão para a invasão iraquiana do Kuwait. 

### Sanções da ONU
Após a derrota do Iraque na Guerra do Golfo, o Conselho de Segurança das Nações Unidas introduziu a Resolução 661, que impôs sanções contra o Iraque. No início, a maioria dos observadores americanos acreditava que as sanções levariam à queda de Saddam. O presidente dos EUA, George H. W. Bush, disse: "As sanções econômicas neste caso, se totalmente aplicadas, podem ser muito, muito eficazes, [...] Há algumas indicações de que ele [Saddam] já está começando a sentir o aperto e ninguém pode resistir para sempre à privação económica total."  Em teoria (e na prática), o Iraque era muito vulnerável a sanções durante este período. Trinta por cento do seu PIB antes da Guerra do Golfo foi usado para importar alimentos e 95 por cento das receitas de exportação do Iraque vieram do petróleo; a produção de petróleo era de 40% do PIB. O país também dependia do comércio externo (35-50 por cento do PIB para bens exportados e importados). O Iraque também era um país fácil de bloquear economicamente; as suas exportações de petróleo poderiam ser bloqueadas através do encerramento dos seus oleodutos (que atravessavam a Turquia, a Jordânia e a Síria). Embora as sanções tenham sido bem sucedidas do ponto de vista econômico, politicamente fracassaram; Saddam governaria o Iraque até 2003. 
Durante todo o governo do Partido Baath sobre o Iraque, o sector agrícola teve um desempenho insatisfatório. Aqueles nos Estados Unidos que apoiaram as sanções acreditavam que a baixa produção agrícola no Iraque (juntamente com as sanções) levaria a "uma população faminta", e "uma população faminta era indisciplinada".  O governo iraquiano, que compreendeu os graves efeitos que as sanções poderiam ter sobre o Iraque, conseguiu aumentar a produção agrícola em 24 por cento entre 1990 e 1991. Durante os anos de sanções, o sector agrícola testemunhou “um boom de proporções sem precedentes”. O Conselho do Comando Revolucionário (CCR) introduziu vários decretos durante este período para aumentar o desempenho agrícola. Esses decretos podem ser separados em três categorias:
- Introduziram sanções severas aos agricultores (ou proprietários de terras) incapazes de produzir em plena capacidade nas suas terras.
- Os programas governamentais tornaram a produção mais barata (e, portanto, mais lucrativa para os agricultores e proprietários de terras).
- Foram iniciados programas para aumentar a quantidade de terras aráveis. [129]

A CCR introduziu o Decreto nº 367 em 1990, que estabelecia que todas as terras que não estivessem sob produção pelos seus proprietários seriam assumidas pelo Estado; se o proprietário não pudesse usar todas as terras que possuía, ele as perderia. No entanto, a política do CCR não era "só com pau e sem cenoura". O governo facilitou o recebimento de crédito para agricultores e proprietários de terras. Em 30 de Setembro de 1990, o Ministério da Agricultura anunciou que iria aumentar os empréstimos aos agricultores em 100 por cento, e subsidiaria máquinas e ferramentas. Em outubro de 1990, o CCR declarou que planejava utilizar e explorar "cada centímetro da terra arável iraquiana". Embora as estatísticas oficiais não sejam inteiramente confiáveis, elas mostraram um crescimento maciço em terras aráveis: de 16.446 donums em 1980 para 45.046 em 1990.  O aumento da produção agrícola não significa que a fome não fosse generalizada; os preços dos alimentos aumentaram dramaticamente durante este período. No entanto, no geral, as sanções falharam e (indiretamente) conduziram a uma melhoria sem precedentes na agricultura. 
Embora o sector agrícola tenha melhorado, a maioria dos outros indicadores económicos deterioraram-se. Os transportes (que foram bombardeados durante a Guerra do Golfo) deterioraram-se ainda mais devido à negligência do governo. A economia sofreu com a inflação crónica e a desvalorização da moeda; as sanções exacerbaram os problemas estruturais do sistema económico do Iraque. O Iraque era, no geral, uma economia planificada com características de economia de mercado. 

### Crescimento modesto
No final da década de 1990, a economia iraquiana mostrava sinais de crescimento modesto. Estas continuariam até 2003, quando o governo foi derrubado. O produto interno bruto aumentou de US$ 10,8 bilhões em 1996 para US$ 30,8 bilhões em 2000. O principal factor deste crescimento foi o Programa Petróleo por Alimentos (OFFP), iniciado pela ONU. Saddam opôs-se originalmente ao OFFP. O OFFP levou à entrada de divisas fortes, o que ajudou a reduzir a inflação crónica do país e reabriu antigas rotas comerciais com países estrangeiros.  Foi nessa época que muitos países começaram a ignorar as sanções da ONU.  Embora o comércio interno e externo tenha sido revitalizado, tal não conduziu a um aumento significativo do nível de vida da maioria da população; pelo contrário, o governo tentou impedir que os benefícios fluíssem para as áreas xiitas para persuadir mais países a oporem-se às sanções. Em 2000, a renda nacional per capita foi estimada em US$ 1.000 – menos da metade do que era em 1990. 

## Militares

### Despesas
O regime Baath, tal como os seus antecessores, chegou ao poder pela força militar. Desde Abd al-Karim Qasim até à tomada do poder pelo Baath em 1968, o governo iraquiano seguiu uma política de militarização da sociedade. Isto levou à expansão da antiga elite militar, que existia sob a monarquia haxemita. A elite militar evoluiu gradualmente também para uma elite económica, uma vez que o Iraque era uma economia planificada; por exemplo, o governo nomeou militares para cargos de chefia em fábricas e empresas. Embora o período de 1960 a 1980 tenha sido pacífico, as despesas militares triplicaram e em 1981 situaram-se em 4,3 bilhões de dólares.  O governo deu mais importância ao desenvolvimento militar do que ao sector civil. Em 1981, as despesas militares do Iraque quase igualaram os rendimentos nacionais da Jordânia e do Iêmen combinados.  A escalada militar foi possível devido à produção de petróleo do Iraque e ao elevado preço internacional do petróleo. A despesa militar per capita em 1981 foi 370 por cento superior à da educação. Durante a Guerra Irã-Iraque, as despesas militares aumentaram dramaticamente (enquanto o crescimento económico diminuía) e o número de pessoas empregadas nas forças armadas quintuplicou, para um milhão. 

### Tamanho

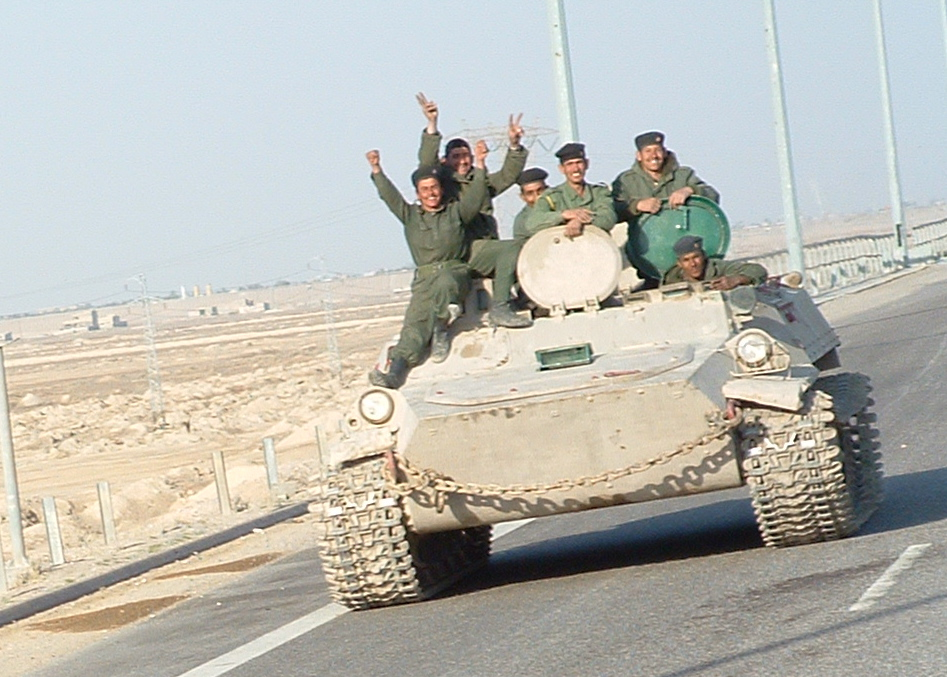
28 de fevereiro de 2003: Soldados iraquianos dirigem um veículo blindado MT-LB em uma rodovia iraquiana, um mês antes do início da Guerra do Iraque.

Em 1967, o exército iraquiano era composto por 50 mil homens em serviço de dois anos; a Força Aérea Iraquiana tinha 170 aeronaves. Em 1980, esses números aumentaram para um exército permanente de 200.000, 250.000 reservas e 250.000 soldados paramilitares no Exército Popular liderado pelo Partido Ba'ath. O exército tinha 2.500 tanques, 335 aviões de combate e 40 helicópteros de combate. Em 1988, no final da Guerra Irão-Iraque, o Iraque colocou em campo o quarto maior exército do mundo; o exército consistia em 955.000 soldados permanentes e 650.000 forças paramilitares do Exército Popular. O exército poderia colocar em campo 4.500 tanques, 484 aviões de combate e 232 helicópteros de combate.  De acordo com Michael Knights, o exército iraquiano colocou em campo um milhão de homens e 850 mil reservistas; havia 53 divisões, 20 brigadas de forças especiais e várias milícias regionais. Os militares iraquianos conseguiram colocar em campo 5.500 tanques, 3.000 peças de artilharia, o país tinha uma forte defesa aérea e podia empregar 700 aviões de combate e helicópteros.  Em 1990 (de acordo com Keith Shimko), o exército iraquiano colocou em campo quase um milhão de homens, 5.700 tanques, 3.700 peças de artilharia e 950 aviões de combate. Durante a Guerra do Golfo, a análise militar mais optimista acreditava que, durante uma guerra total com os militares iraquianos, os militares dos Estados Unidos sofreriam entre 17.000 e 30.000 baixas.  No rescaldo da Guerra do Golfo, o tamanho das forças armadas iraquianas foi reduzido para cerca de 350.000 soldados permanentes; poderia implantar 2.300 tanques de batalha principais, tinha cerca de 260 aeronaves de combate e poderia implantar até 120 helicópteros de combate.  Em 2002, um ano antes da invasão de 2003, o exército iraquiano poderia mobilizar 375 mil homens. De acordo com o Comando Central dos Estados Unidos, o exército do Iraque (posição e reservas) era de 700.000 homens. 

## Cultura

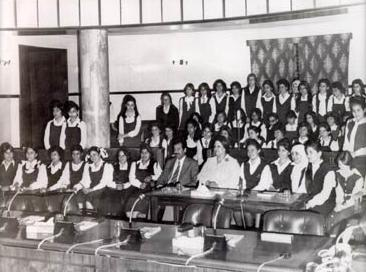
Saddam Hussein e estudantes do sexo feminino. O Baathismo promoveu uma maior participação das mulheres na sociedade iraquiana.

No final da década de 1970, as mulheres no Iraque constituíam 46% dos professores, 29% dos médicos, 46% dos dentistas, 70% dos farmacêuticos, 15% dos contabilistas, 14% dos operários fabris e 16% dos funcionários públicos.  
A era Ba'ath foi um período de secularização no Iraque. O governo incluiu pessoas de múltiplas afiliações religiosas (incluindo muçulmanos sunitas, muçulmanos xiitas e cristãos). No entanto, o período foi marcado (especialmente sob Saddam Hussein) por conflitos sectários, religiosos e políticos entre o governo e outros grupos: muçulmanos xiitas (principalmente oriundos de árabes, este grupo religioso formava uma maioria absoluta) que procuravam criar uma teocracia iraquiana; os curdos étnicos, que buscavam a independência para sua região; Sunitas com uma ideologia islâmica e não-Baathistas (como os comunistas iraquianos que foram fortemente reprimidos em 1978). O governo iraquiano promoveu até certo ponto os direitos das mulheres, permitindo-lhes a educação e o serviço nas forças armadas, mas - apesar do "radicalismo" declarado do Baath - as suas mudanças no direito da família foram "consideravelmente menos radicais do que... as reformas familiares do Xá, para não falar da ruptura radical de Atatürk com a lei da família islâmica em 1926."  O governo procurou a restauração da herança cultural iraquiana, como a reconstrução de réplicas de partes da antiga cidade de Babilônia. Sob Saddam Hussein, a glorificação de Saddam e do governo Baath era comum em obras de arte patrocinadas pelo Estado. O Partido Baath dominou a vida política do país, embora uma Frente Nacional Progressista tenha sido proclamada em 1974 para permitir a participação (principalmente nominal) de figuras e partidos não-Baathistas na política iraquiana.
Durante a Guerra do Golfo, Saddam Hussein procurou obter o apoio da comunidade religiosa muçulmana para o governo, acrescentando o Takbir à bandeira, ao brasão e ao lema do Iraque. 

## Programa espacial

Imagem do veículo de lançamento Al Abid do Iraque. A tentativa do Iraque de produzir internamente um sistema de lançamento orbital.

Sob Saddam Hussein, o Iraque manteve um programa espacial doméstico. O Iraque Baathista iniciou seus esforços espaciais a sério por volta de 1988. O programa operou sob vários nomes, incluindo o nome declarado de Al Abid (العابد), bem como nomes alternativos como Bird (الطائر) e Comet. O Iraque iniciou o desenvolvimento do seu programa espacial indígena depois de um esforço de cooperação com outro país não identificado ter falhado. Contudo, de acordo com a UNMOVIC, pelo menos um outro país prestou assistência, e um ou dois países adicionais também foram procurados para obter ajuda, mas não a forneceram. 

## Bandeiras e brasões
| {{{caption}}}        |
| Bandeira (1963–1991) |

| {{{caption}}}        |
| Bandeira (1991–2004) |

| {{{caption}}}      |
| Brasão (1965-1991) |

| {{{caption}}}      |
| Brasão (1991–2004) |